# Yves Vander Cruysen
Yves Vander Cruysen, né à Uccle le 9 mars 1963 et mort le 24 novembre 2020, est un chroniqueur historique et personnalité politique belge. Il a été le premier échevin à Waterloo.

## Carrière
Journaliste de formation, Yves Vander Cruysen a commencé sa carrière en collaborant au quotidien Vers l’avenir et à l’hebdomadaire L’Instant. Devenu porte-parole du ministre wallon de l’économie, il a initié plusieurs émissions télévisées, dont Les balades de Sandrine ou L’odyssée de l’objet, un projet interscolaire qui a permis à des milliers d’étudiants de se familiariser à la recherche scientifique. Il a été chargé de la revalorisation du site de la bataille de Waterloo, en perspective de son bicentenaire, et a siégé au bureau exécutif de Wallonie-Bruxelles Tourisme.
Échevin de la Culture de Waterloo de 1991 à sa mort, il est également conseiller provincial du Brabant wallon de 1999 à sa mort. Longtemps premier échevin de Waterloo, il occupe brièvement le poste de bourgmestre faisant fonction entre le 24 février et 6 mars 2015, à la suite de l'indisponibilité de Serge Kubla pour inculpation dans une affaire de corruption et avant la démission de celui-ci au profit de Florence Reuter.
Homme de culture, Yves Vander Cruysen est administrateur-fondateur de Wallimage, administrateur de la Fondation Folon, créateur du Belgo-Festival de Waterloo, du Waterloo Historical Film Festival, des Grandes Conférences Historiques de Waterloo et de l'association de promotion du cinéma belge CinéWa.
Citoyen du monde, il a créé la « Waterloo Connection » qui rassemble les 124 Waterloo à travers le monde. C'est également un spécialiste de la présence des Belges à travers le monde et un chroniqueur historique dans plusieurs journaux, magazines, émissions de radio et de télévision.
Il meurt de la COVID-19, le soir du 24 novembre 2020, après de longues semaines de bataille contre la maladie.

## Distinctions
- Chevalier de l’Ordre de Léopold
- Chevalier de l’Ordre de Léopold II